# Йоухана Сиюрдардоухтир
Йоухана Сиюрдардоухтир (на исландски: Jóhanna Sigurðardóttir) е исландски политик, социалдемократ и бивш министър-председател на Исландия.
Тя е първата премиерка на страната и първата открита лесбийка, оглавила правителство в света.

## Биография
През 1960 г. завършва Исландската търговска школа (Verzlunarskóli Íslands), след което работи в исландските авиолинии като стюардеса, а по-късно – като административен служител. От началото на служебната си кариера е активен синдикалист и достига до ръководни позиции в няколко професионални организации.
През 1978 г. е избрана в исландския Алтинг (Alþingi, парламент) от листата на социалдемократите в Рейкявик, след което е преизбирана 8 поредни пъти. От 1984 до 1993 г. е заместник-председател на Социалдемократическата партия (Alþýðuflokkurinn), а от 1987 до 1994 г. е социален министър. От 2003 до 2007 г. е заместник-председател на Алтинга, а от 2007 г. отново поема поста на социален министър в коалиционното правителство на дясноцентристката Партия на независимостта (Sjálfstæðisflokkurinn) и социалдемократите.
След масовите протести в началото на 2009 г., породени от финансовата дерегулация и последвалата криза, на 26 януари премиерът Кейр Хилмар Хорте (Geir Hilmar Haarde) подава оставка. Поради своята популярност (през декември 2008 г. тя се ползва с най-високо обществено доверие от исландските политици, 73%), на 1 февруари 2009 г. Сиюрдардоухтир оглавява временно правителство до провеждането на нови избори. На 25 април 2009 г. водената от нея коалиция на социалдемократите и зелените печели изборите и получава 34 от 63 места в Алтинга.

## Личен живот
Сиюрдардоухтир живее със своята дългогодишна партньорка, исландската журналистка и драматург Йоунина Леоусдоухтир. През 2002 г. двете сключват граждански съюз, а през 2010 г. – брак.